# Фердинанд I фон Биберщайн
Фердинанд I фон Биберщайн (на немски: Ferdinand I von Biberstein, Herr zu Forst-Pförten; * 15 октомври 1586 във Форст; † 5 април 1629 във Форст в Лужица) е благородник от род Биберщайн, господар на Форст и Пфьортен (Броди в Полша) в Нидерлаузиц/в Долна Легница в маркграфство Бранденбург.
Той е син на Абрахам фон Биберщайн-Форст († 15 юни 1598) и съпругата му Ева фон Биберщайн († 25 август 1613), дъщеря на Йохан (Янс) фон Биберщайн-Форст († 1583) и Елизабет фон Шлайниц († 1592). Внук е на Фридрих фон Биберщайн-Форст (1530 – 1579) и Беатрикс фон Шьонбург († 1608).
Фердинанд I фон Биберщайн-Форст умира на 42 години на 5 април 1629 г. във Форст, Нидерлаузиц в Бранденбург и е погребан там.
Син му Фердинанд II фон Биберщайн (1620 – 1667 е издигнат на фрайхер и е последният мъж от род Биберщайн-Форст и Пфьортен.

## Фамилия
Фердинанд I фон Биберщайн-Форст се жени ок.1614 г. за Маргарета фон Котвиц († 4 декември 1616), дъщеря на Ханс Фабиан фон Котвиц. Бракът е бездетен.
Фердинанд I фон Биберщайн-Форст се жени втори път на 1 май 1618 г. във Форст, Нидерлаузиц за Ева Шенк фон Ландсберг (* 29 юни 1589; † 26 април 1657), дъщеря на Албрехт Шенк фон Ландсберг († 1610) и Ева фон Шьонбург († 1618). Те имат два сина:
- Фердинанд II фон Биберщайн-Форст и Пфьортен (* 19 април 1620; † 16 октомври 1667 във Форст от туберкулоза), фрайхер, последният мъж от род Форст-Пфьортен, женен I. на 3 февруари 1643 г. в Пайтц, Бранденбург за роднината си София фон Биберщайн (* 22 април 1616, Форст; † 2 февруари 1658 във Форст), II. на 13 април 1659 ф. в Оберграйц, Грайц за Амалия Юлиана фон Ройс-Плауен (* 4 октомври 1636, Грайц; † 25 декември 1688, Дьолау, погребана в Грайц), която се омъжва втори път на 29 юли 1674 г. във Форст за граф Хайнрих VI Роус-Оберграйц (* 7 август 1649; † 11 октомври 1697)[2]
- Йоахим Ернст фон Биберщайн